# Drosophila merzi
Drosophila merzi är en tvåvingeart som beskrevs av Vilela och Bachli 2002. Drosophila merzi ingår i släktet Drosophila och familjen daggflugor.
Artens utbredningsområde är Mexiko.